# Giuseppe Ferdinando Brivio
Giuseppe Ferdinando Brivio (* um 1700 wahrscheinlich in Mailand; † um 1758 wahrscheinlich auch in Mailand) war ein italienischer Komponist, Violinist, Gesangslehrer und Dirigent. Er ist bekannt für Opern, verfasste aber auch Instrumentalmusik.

## Leben
Die Angaben über Brivios Anfänge werden erschwert durch die Existenz eines weiteren Musikers gleichen Namens (Giuseppe Brivio) in Mailand um die gleiche Zeit, der aber Trompeter war. Außerdem gab es einen Violinisten Gaetano Brivio im Orchester des Teatro Ducale (nachgewiesen 1748, und noch 1765 in Padua nachweisbar). Möglicherweise gehörten sie alle zu einer Musikerfamilie. Es gab auch einen Musiker namens Carlo Francesco Brivio, der in den 1690er Jahren in Mailand aktiv war und mindestens eine Oper komponierte. Die frühesten Nachrichten zeigen ihn 1720 als Violinisten in Mailand. Er gehört wie viele andere Musiker zum Umkreis von Giovanni Battista Sammartini in Mailand. Dort wurde er Leiter (Impresario) des Operntheaters Teatro Regio Ducale (zunächst mit einem anderen, ab 1725 allein), was er bis 1731 oder 1732 blieb danach wurde er durch G. A. Rozio abgelöst.
Opern
- Ipermestra (Uraufführung am 6. Dezember 1727 im Teatro Ducale in Mailand, Libretto Antonio Salvi). Hier wirkten aber auch andere Komponisten mit.
- L’olimpiade (Uraufführung am 5. März 1737 im Teatro Regio in Turin anlässlich der Hochzeit von König Karl Emanuel III. von Savoyen mit Elisabeth Therese von Lothringen). Libretto Pietro Metastasio.
- Artaserse (Uraufführung am 2. Juni 1738 im Teatro degli Obizzi in Padua anlässlich der Durchreise von Maria Amalia, Königin von Neapel-Sizilien, Libretto von Metastasio)
- Merope (Uraufführung am 26. Dezember 1738 im Teatro Ducale in Mailand, Libretto Apostolo Zeno)
- Didone abbandonata (Uraufführung Padua Januar 1739, Libretto Metastasio)
- Alessandro nell’Indie (Libretto Metastasio), (Uraufführung Januar 1742)
- La Germania trionfante in Arminio (Uraufführung am 2. Mai 1739 im Teatro Ducale in Mailand). Eine Oper über den Sieg von Arminius über die Römer.

Es gibt auch noch die Oper Demofoonte (Libretto Pietro Metastasio), die zum Karneval 1738 in Turin aufgeführt wurde. Die Partitur in der Gesellschaft der Musikfreunde Wien nennt allerdings Carlo Francesco Brivio als Komponisten. Er besaß ein Haus in Mailand, in dem er 1740 Leonardo Leo beherbergte und 1748 den französischen Tänzer und Choreographen François Sauveterre († 1775).
Ab 1742 scheint er in London gewesen zu sein, denn im King’s Theatre im Haymarket in London wurden in den 1740er Jahren drei Pasticci von ihm aufgeführt:
- Gianguir (Premiere am 2. November 1742, Libretto Apostolo Zeno)
- Mandane (Premiere am 12. Dezember 1742)
- L’inconstanza delusia (Premiere am 9. Februar 1745). Diese Oper wurde aber bereits 1739 zum Karneval im Teatro Ducale aufgeführt.

Er trug auch zum Pasticcio L’olimpiade bei, seinem letzten Bühnenwerk, das am 10. Mai 1755 im Teatro Marsigli-Rossi in Bologna uraufgeführt wurde. 
Instrumentalwerke von ihm wurden in Paris 1739, 1751 und 1757 (Herausgeber J.-B. Venier, zusammen mit Kompositionen anderer Musiker wie Sammartini) verlegt. Zwei Violinkonzerte von ihm finden sich in der Sammlung Fonds Blancheton der französischen Nationalbibliothek, gemeinsam mit Werken von Angelo Maria Scaccia und Carlo Zuccari. Es gibt auch eine Sonate für Oboe und B.c. von 1738.
Als Gesangslehrer gehörten in Mailand die Sopranistinnen Giulia Frasi und Caterina Visconti zu seinen Schülern. Caterina Visconti, genannt La Viscontina, war eine zu ihrer Zeit berühmte Primadonna im Teatro Ducale in Mailand, in dem sie 1738 bis 1751 sang.